# 十號萊姆利鎮區 (北卡羅萊納州梅克倫堡縣)
十號萊姆利鎮區（英語：Township 10, Lemley）是位於美國北卡羅萊納州梅克倫堡縣的一個鎮區。

## 地方資料
十號萊姆利鎮區的面積為48.69平方千米，皆為陸地。根據2020年美國人口普查的數據，當地共有人口31716人，而人口密度為每平方千米651.39人。